# ترویان (روستا)
ترویان (به بلغاری: Troyan) یک منطقهٔ مسکونی در بلغارستان است که در شهرستان سیمئونوفگراد واقع شده‌است.